# Sharks Keep Moving
Sharks Keep Moving — недолго существовавшая группа из Сиэтла, образовавшейся в 1998 году. Основной состав состоял из Джека Снайдера (Jake Snider) (гитара/вокал), Джеффа Деголиера (Jeff DeGolier)(бас-гитара), Натана Турпина (Nathan Turpin) (гитара), и Дэна Дина (Dan Dean) (барабаны). Их музыку часто описывали как смесь групп Karate и Don Caballero — мелодичный и местами мягкий рок-саунд с нечётной метрикой и со свободной, почти джазовой подачей.

## История
Снайдер, Турпин, и ДеГольер играли в уважаемой инди группе Сиэтла State Route 522 и издали материал на местном лейбле Excursion Records под этим названием. State Route 522 распались в 1997, вслед после издания их EP Samson Is Apollo. В этом же году Снайдер,Турпин и Дегольер снова играли вместе, но в этот раз они, оставив позади пост-хардкор- звучание их прошлого коллектива, отдали предпочтение гораздо более мелодичному, но не менее техничному подходу к музыке. В группе появился Дэн Дин(Dan Dean) (бывший барабанщик nineironspitfire другой сиэтлской хардкор-группы), что окончательно оформило коллектив. Снайдер говорил, что «он выбрал название „Акулы Продолжают Двигаться“ после увиденного термина, который был заголовком статьи в одном журнале».
Sharks Keep Moving быстро поднялась на независимой рок-сцене, частично из-за того, что после распада State Route 522 осталось достаточное количество фэнов, которые поддерживали их в нынешнем составе. Первой отдачей от работы Sharks Keep Moving был сплит 7" с друзьями из Сиэтла The Kentucky Pistol (эту группу представляли братья Slender Means и Роки ВотолатоRocky Votolato, а позже участники Bugs In Amber и Waxwing).Запись была издана Снайдером на его собственном лейбле The Henry’s Finest Recordings, и привлекла внимание других независимых лейблов Status Recordings  (недоступная ссылка с 02-09-2013 [4193 дня] — история, копия), и Second Nature Recordings, которые выражали интерес в издании музыки Sharks keep Moving.
Следующим релизом группы был Desert Strings and Drifters EP на лейбле Second Nature. Записанный зарекомендовавшим себя продюсером из Сиэтла Мэттом Бейлсом (Matt Bayles), четырёхпесенный EP показал, что группа все больше углубилась в мелодизм и нестандартные размеры. Продолжительные песни с редким вокалом наметили тон дальнейшего творчества группы, в дальнейшем в сочетании с виолончелью (на которой играла будущая жена Снайдера Стефани Голдейд(Stephanie Goldade)). Desert Strings and Drifters был тепло принят среди критиков независимой рок-сцены, но группа так и осталась в общем не известной широкой публике. Они продолжали играть в основном вниз и вверх по западному побережью.
В этом же году Sharks Keep Moving записали две компиляции треков- «Westcott Bay, 1998» был записан на их домашней студии для компиляции Living Silent на Status, в то время как инструментальный трек «Logger» появился на компиляции It Goes Without Saying, полностью инструментальный диск был издан на Sign Language Records.
Примерно в это же время, Джеф ДеГольер (Jeff DeGolier)покинул команду и Морган Хендерсон (Morgan Henderson) (участник The Blood Brothers) присоединился к группе в качестве нового басиста. Это был состав, в котором группа записала их единственный альбом. Издан он был на лейбле в 1999 году, запись была названа просто Full Length Album(Альбом), она ещё больше исследовала и укрепляла тот звук, который был намечен ещё на EP. Снова записанный вместе с Мэттом Бейлсом (Matt Bayles), альбом состоял из восьми композиций (четыре из которых были инструментальными) значительной длины, двигающих группу в звук, который ещё меньше чем прежде можно было как-то определить. И опять запись имела справедливый успех среди критиков, но группа всё ещё оставалась в основном неизвестной, частично вследствие невозможности активно гастролировать для поддержки записи.
В последующие годы о Sharks Keep Moving было слышно все меньше и меньше, и после долгого периода малоактивности, большинство посчитали, что они распались, хотя никаких официальных заявлений не было сделано. По некоторым причинам, во время этого простоя Дэн Дин(Dan Dean) покинул группу, и на его смену пришёл бывший барабанщик коллектива Kill Sadie Джей Кларк(J.Clark).
Status Recordings издали диск the State Route 522 Retrospective в 2001 — коллекцию всех релизов группы, не считая некоторых сборников. В течение года объявлялось, что группа Sharks keep moving все ещё существует и работает над новым материалом. И снова никаких признаков жизни, но участники коллектива начали появляться уже в других группах. Джек Снайдер собрал новую группу,Minus the Bear, с Мэттом Бейлсом Matt Bayles и бывшими участниками Botch и Kill Sadie, и также присоединился к Seattleite группе Тома Харпела (Tom Harpel), Onalaska. Джей Кларк(J. Clark)организовал Pretty Girls Make Graves с бывшими участниками The Murder City Devils и Death Wish Kids, а Морган Хендерсон (Morgan Henderson)продолжал играть с набирающей популярность группой Blood Brothers.
В 2002, Sharks Keep Moving издали последнюю запись — трёхпесенный EP названный Pause and Clause. Записанный Снайдером при участии Тома Харпела из Onalaska на Spectre Studios, запись снова была издана на Status Recordings  (недоступная ссылка с 02-09-2013 [4193 дня] — история, копия). Последний завет от не прекращающей развивать свой особый музыкальный дар группы Pause and Clauseпоказал, что Sharks Keep Moving ещё больше направили свой размеренный звук на территорию свободной джазовой импровизации. И снова небольшие и редкие вкрапления вокала оттеняют ставшее ещё более сложным и разреженным гитарное полотно, положенное на рассыпчатый, техничный бит Кларка и текучие басовые партии Хендерсона. Композиции дают почувствовать как и импровизацию, так и структуру.
В поддержку EP, группа гастролировала по западному побережью несколько недель, а потом вернулась в Сиэтл. Несмотря на надежды, что группа будет продолжать существовать, EP и тур показали что это не более чем желание не оставлять дела незавершёнными. Последний трек, «Lime Green Café,» записанный во время сессий Pause and Clause, был выпущен на сборнике Masculine Makeover, и на юбилейном сборнике, изданном на Satellite City. Это была последняя песня, изданная Sharks Keep Moving.
В последующие годы участники Sharks Keep Moving достигли значительно больших успехов с другими своими группами. Снайдер продолжает играть с успешными Minus the Bear, которые издали 2 альбома и 2 EP на лейбле Suicide Squeeze Records в Сиэтле. Он так же работает в Onalaska над их альбомом To Sing For Nights. Морган Хендерсон продолжает играть и записываться с The Blood Brothers, которые подписали которакт с мейджор лейблом в 2002. Кларк по-прежнему участник Pretty Girls Make Graves, которые впоследствии подписали контракт с легендарным инди лейблом Matador Records.Хендерсон и Дин так же играют в качестве бэк-музыкантов в Rocky Votolato на втором альбоме Burning My Travels Clean.
Последняя коллекция материала Sharks Keep Moving анонсировалась лейблом Status following как запись, приуроченная к распаду группы. Запись состояла из всех возможных сборников и 7", а также содержала неизданные вещи и ремиксы. Но на сегодняшний день релиз так и не был издан и заявлений об его выходе так и не было сделано.

## Дискография

### Альбомы
- Full Length Album (Status, 1999)

### 7" и EP
- Sharks Keep Moving/The Kentucky Pistol Split 7" (Henry’s Finest Recordings, 1998)
- Desert Strings and Drifters EP — (Second Nature Recordings, 1998)
- Pause and Clause EP — (Status, 2002)

### Сборники
- «Westcott Bay, 1998» on Living Silent compilation — (Status)
- «Logger» on It Goes Without Saying compilation — (Sign Language Records)
- «Lime Green Café» on The Masculine Makeover compilation — Satellite City Records